# Přírodní zahrada

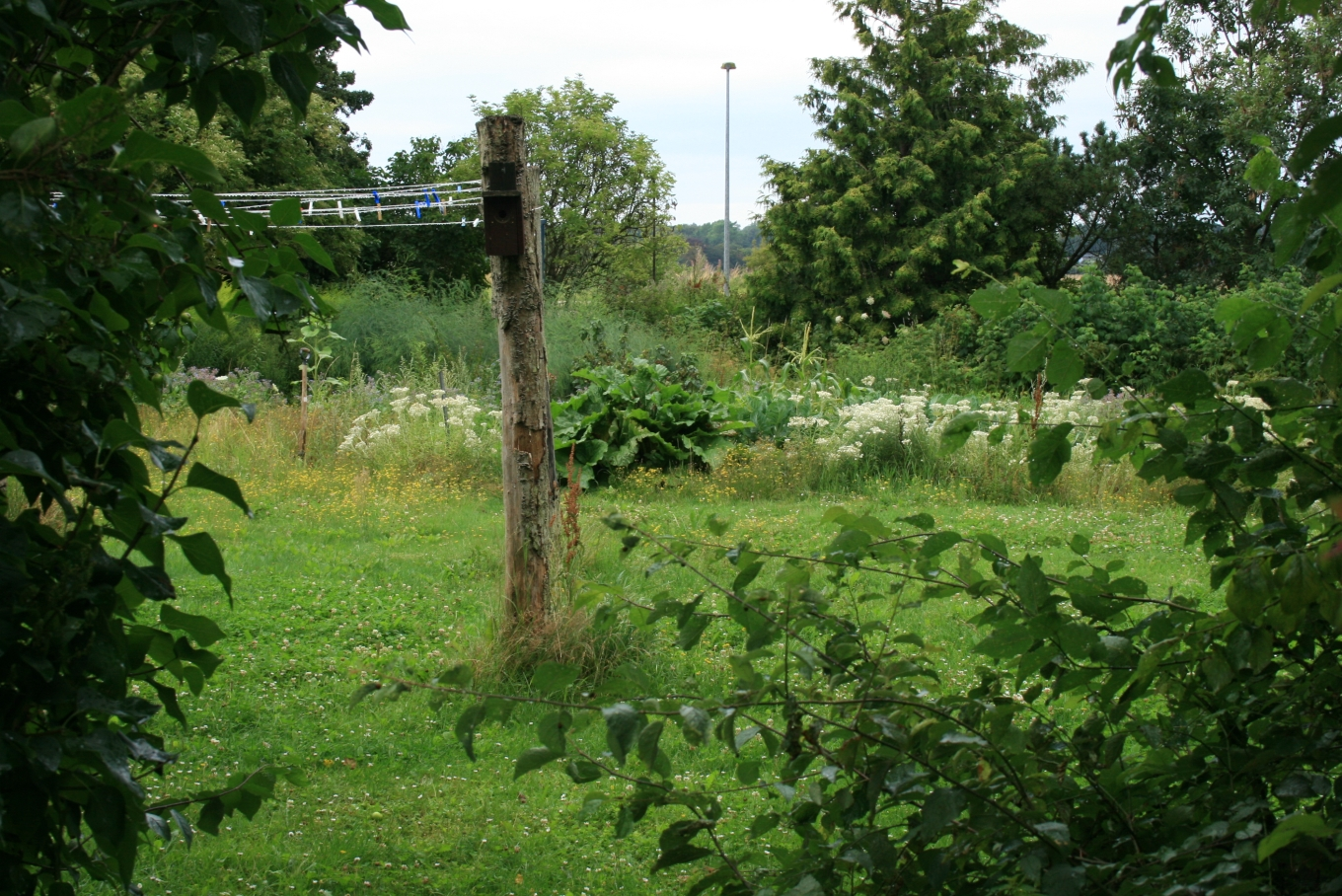
Pohled na zahradu, kde opora pro věšení prádla (k
sušení prádla) slouží k zavěšení budky a současně jako potrava a úkryt hmyz

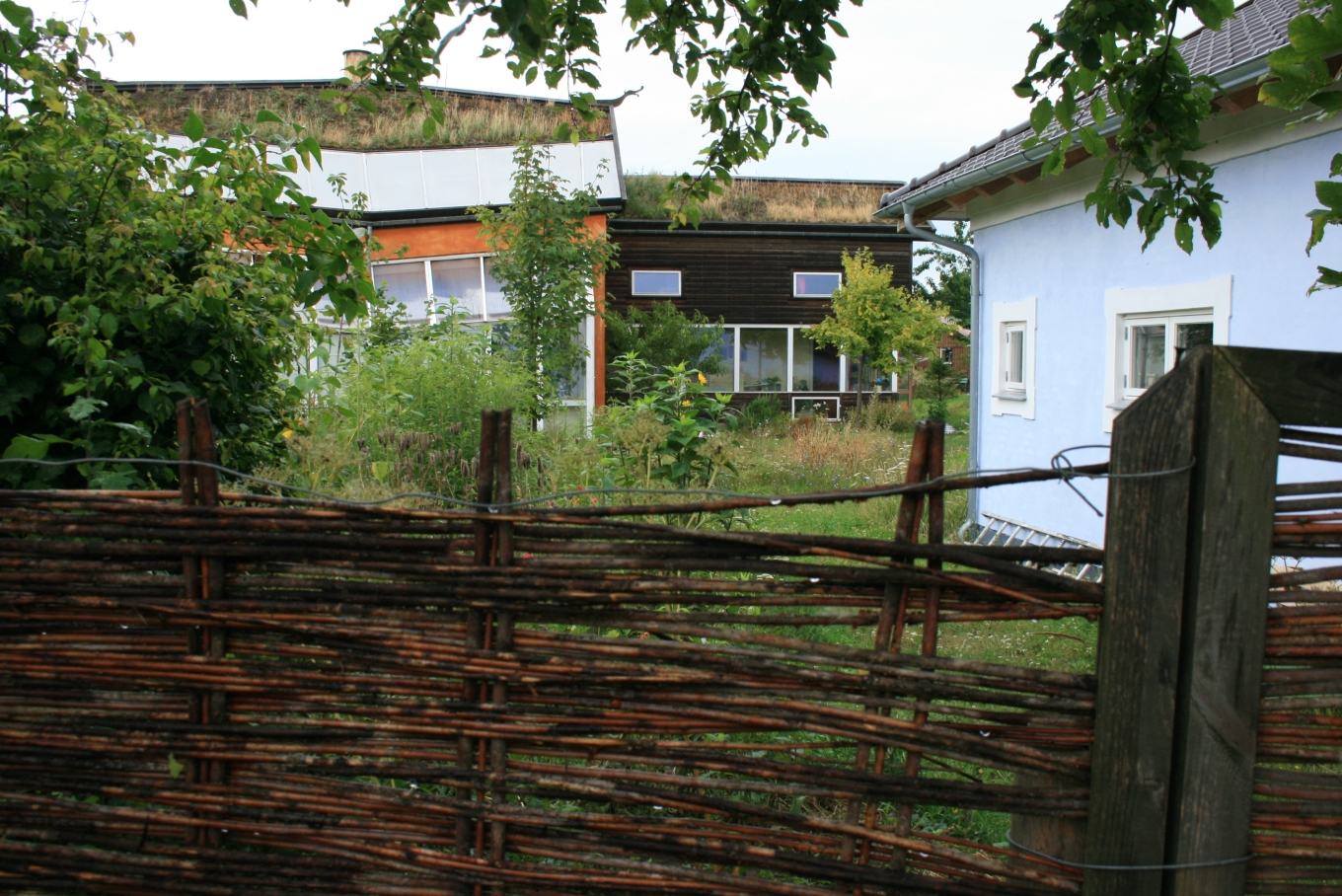
Přírodní zahrada v Dyssekilde u Torup, Dánsko

Přírodní zahrada je lidmi užívaná a upravená plocha sloužící především jako dekorace. Svým vzhledem se pokouší přiblížit přírodnímu a přirozenému vzhledu přírodního stanoviště před zásahem člověka. Tvoří ji jeden, nebo více zahradních úprav, jejichž výsadby a terénní úpravy odpovídají biotopům, které jsou v přírodě přirozené. V místních podmínkách může napodobovat původní biotop, nebo uměle vytváří nové nepůvodní, ale jinde se přirozeně vyskytující společenstvo. Významným rozdílem skutečných přírodních zahrad oproti jiným zahradním úpravám je nízká pracnost údržby. V ekologicky zaměřených komunitách přírodní zahrady slouží dalším účelům, jako je například recyklace odpadu.
Cílem úmyslné tvorby takové zahrady, nebo parku s podobnými úpravami je zpravidla vytvořit prostředí které odpovídá filosofii majitele. Vedlejším účinkem je možné zlepšení stavu přírody v místě. Někdy může přírodní zahrada sloužit i k výukovým účelům. Napodobováním přirozeného přírodního prostředí (biotopu) může poskytovat možnost zachování společenstev původních rostlinných druhů, vývinu a rozmnožování volně žijících živočichů. Některé přírodní zahrady plní účel nejen dekorační, ale i rekreační.
Úpravy zahradní architektury v zahradě, mohou být prováděny podle zásad sadovnické tvorby.

## Další významy pojmu

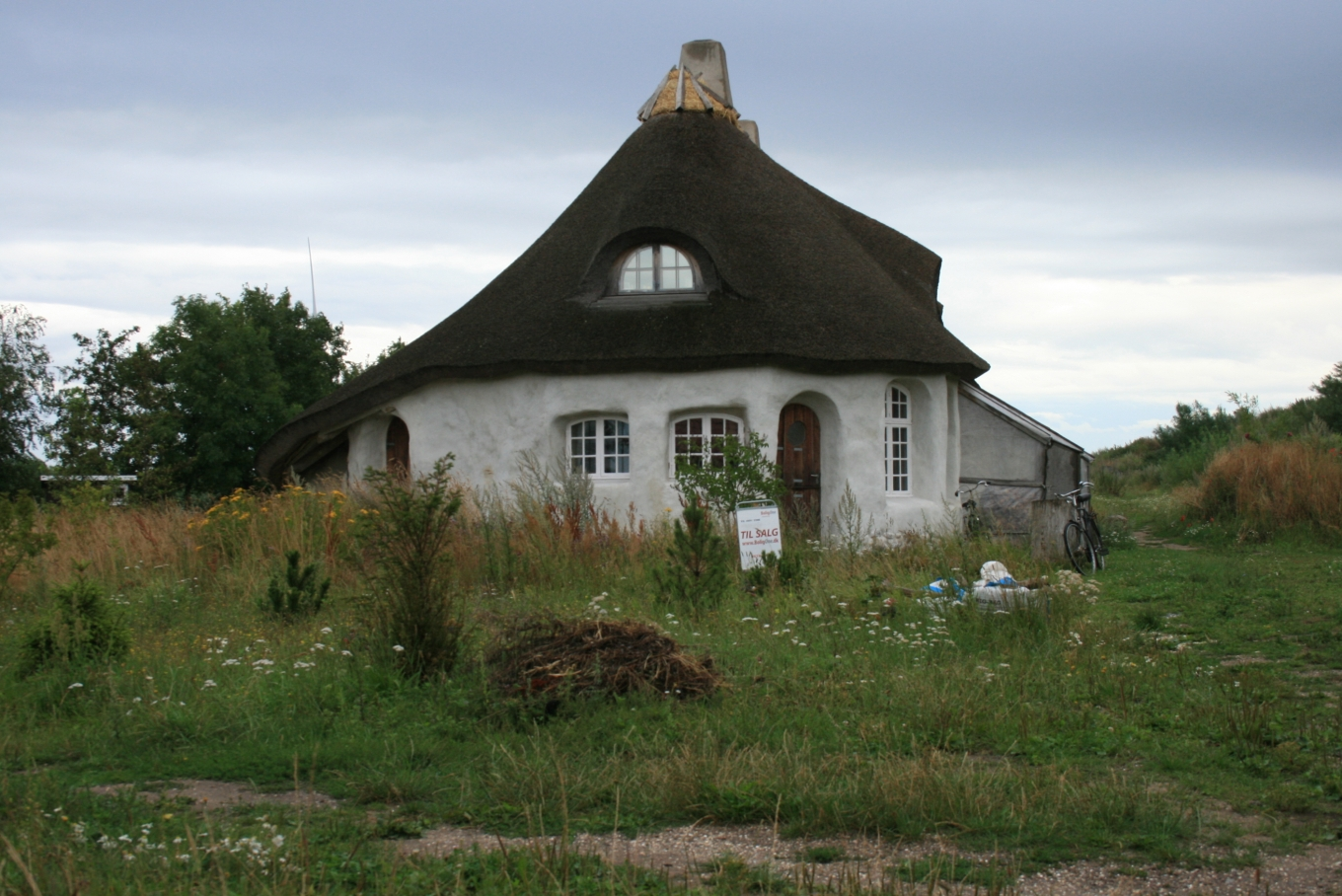
Přírodní zahrada kolem obytné budovy, Dyssekilde, Torup, Dánsko

### Divoká zahrada
Přírodní zahrady mohou být také podle přímého překladu z angličtiny nazývány divoké zahrady (Wildlife garden), toto označení se ovšem používá spíše jako poetický ozvláštňující přídech pro přírodní zahradu .

### Záměna s pojmem organické zemědělství

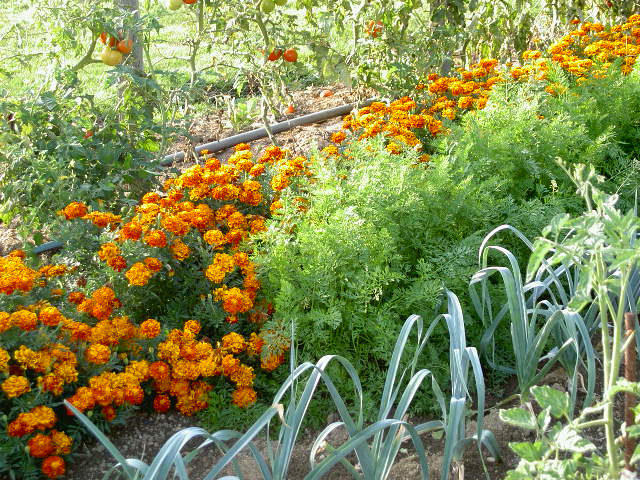
Mezi záhony organicky pěstované zeleniny není místo na přírodu.

Pod pojmem přírodní zahrady jsou mnohými lidmi vnímány zahrady založené na tzv. organickém zemědělství. Zpravidla pojem přírodní zahrada asociuje představu udržované zahrady ve stylu venkovské zahrady, v kterém jsou důsledně recyklovány odpady a nejsou používány průmyslově vyráběné agrochemikálie. Přírodní zahrady pravděpodobně filosofií navazují na takové formy tzv. venkovské zahrady, které odmítají průmyslová hnojiva a pesticidy – organické zemědělství, ale architektonicky prokazatelně vycházejí spíše ze stylu anglického přírodního parku. S ohledem na zvýšený zájem o ekologii je záměna pojmu organické zemědělství a přírodní zahrada častá. Také ekologické organizace propagující organické zemědělství a další k přírodě vstřícnější formy hospodaření uvádí pod pojmem přírodní zahrada zahrádkářské postupy blízké organickému zemědělství.

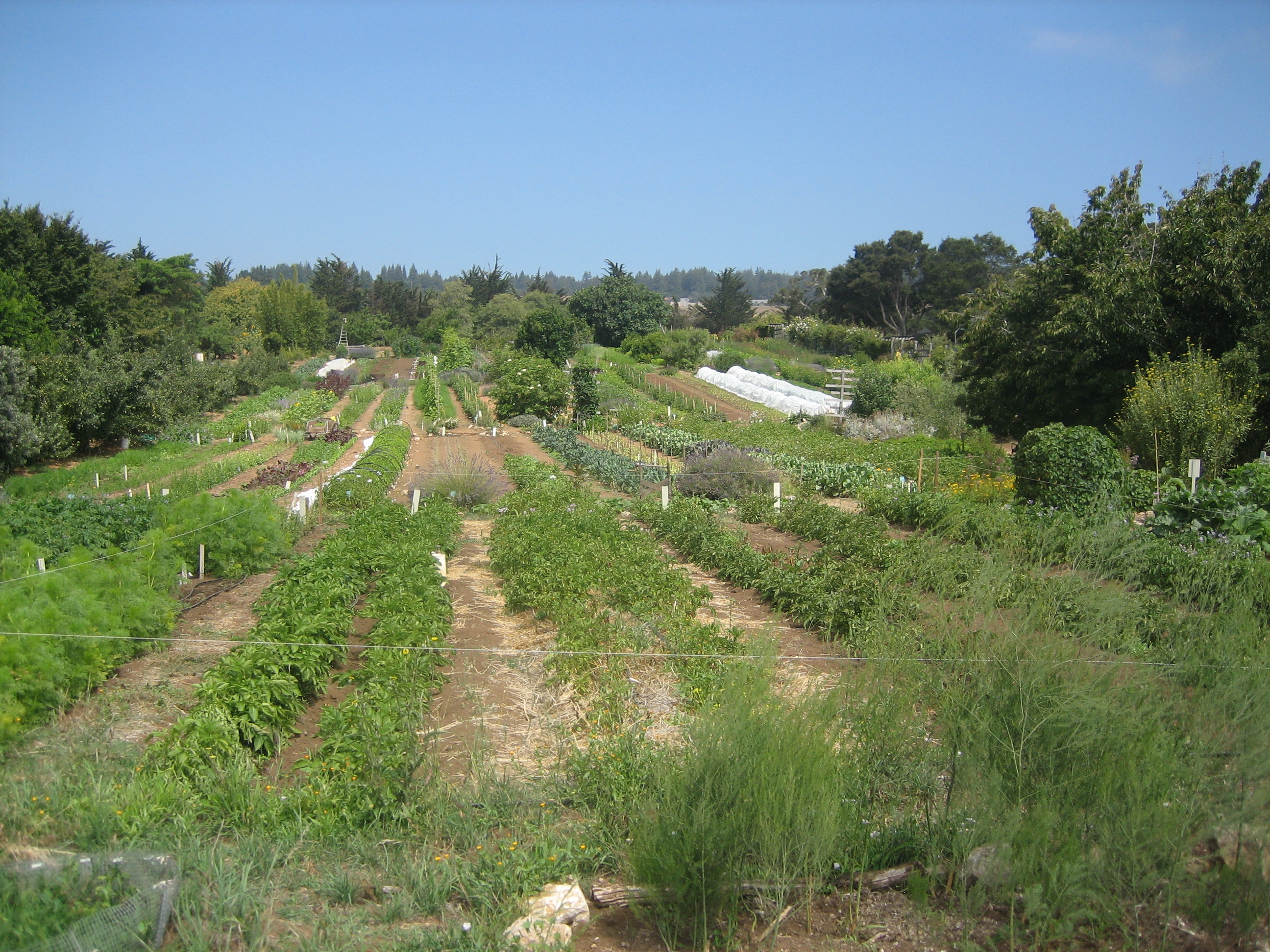
Organické zemědělství je k přírodě téměř stejně nepřátelské jako klasické. (Santa Cruz)

Je možné se setkat s názorem, že zájem o přírodní zahrady a organické zemědělství mají spíše vysokoškoláci (s teoretickými znalostmi). K pojmu přírodní zahrady a organickému zemědělství naopak konzervativněji přistupují zahrádkáři (majitelé půdy s určitými zkušenostmi, informace bez rozlišení vzdělání)..
Nepoužívání agrochemikálií je v přírodní zahradě vhodné, je však asi jedinou styčnou plochou organického zemědělství a přírodních zahrad. Zemědělství má na přírodu a biodiverzitu zpravidla negativní vliv (podle intenzity) a nijak nerozvíjí šance na přežití ohrožených, nebo místně ohrožených druhů. Naopak biodiverzitu (až na výjimky) logicky omezuje.

## Filosofie

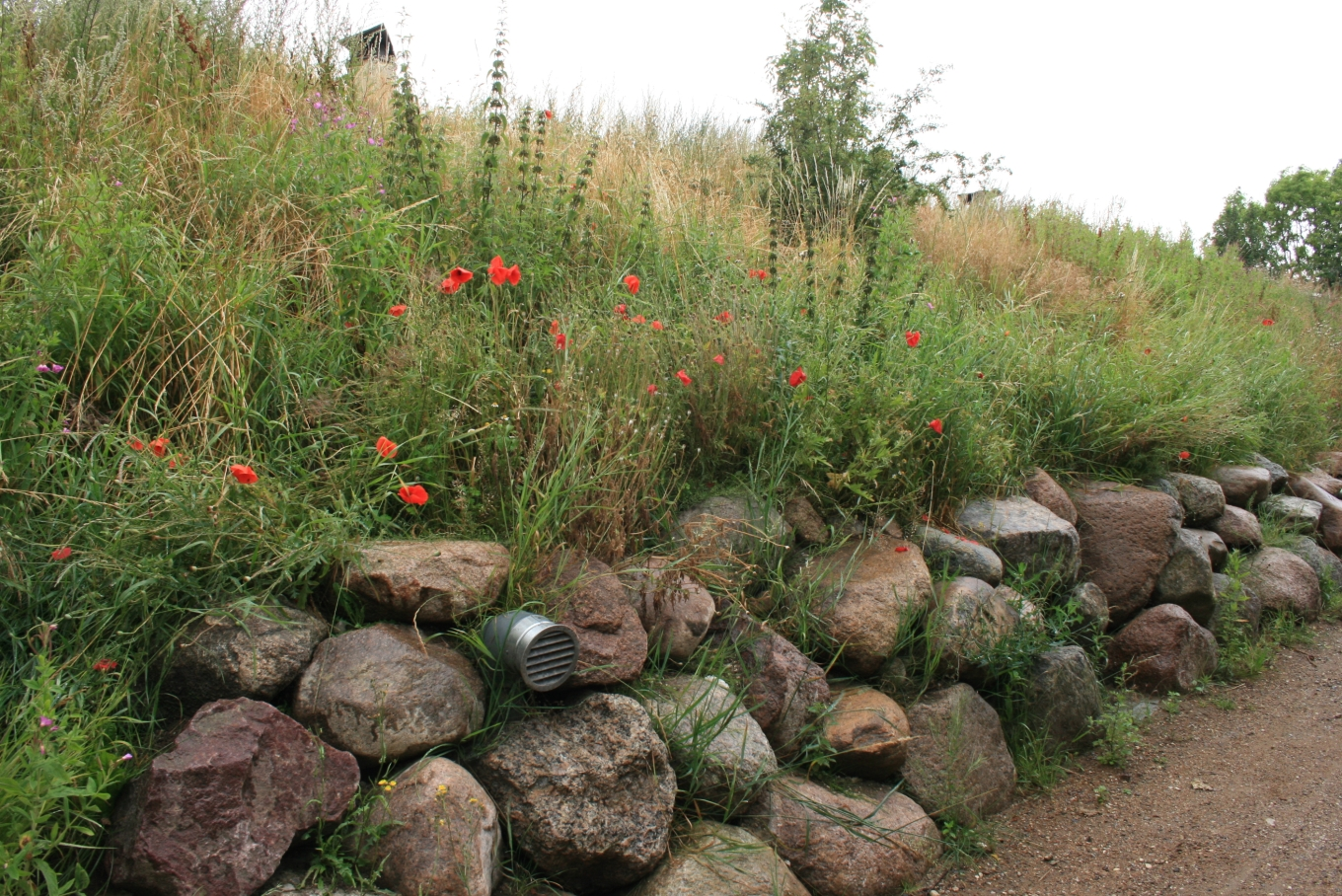
Zapojení stavby do celku přírodní zahrady. Dyssekilde, Torup, Dánsko

Přírodní zahrady jsou často založeny na vědomém respektu k přírodě, snaze o snížení poškozování životního prostředí a zdravém životním stylu.
Krása je vnímána lidmi jako žádoucí podoba, s kterou se ztotožňují podle nějakého vzoru, který je šablonou. Šablona dává předmětu nebo seskupení a vlastnostem předmětů poměrně přesné hranice, vymezené často přísnou logikou.
Přírodní zahrada je zahradní úprava, který si za svůj vzor bere skutečná přírodní stanoviště.

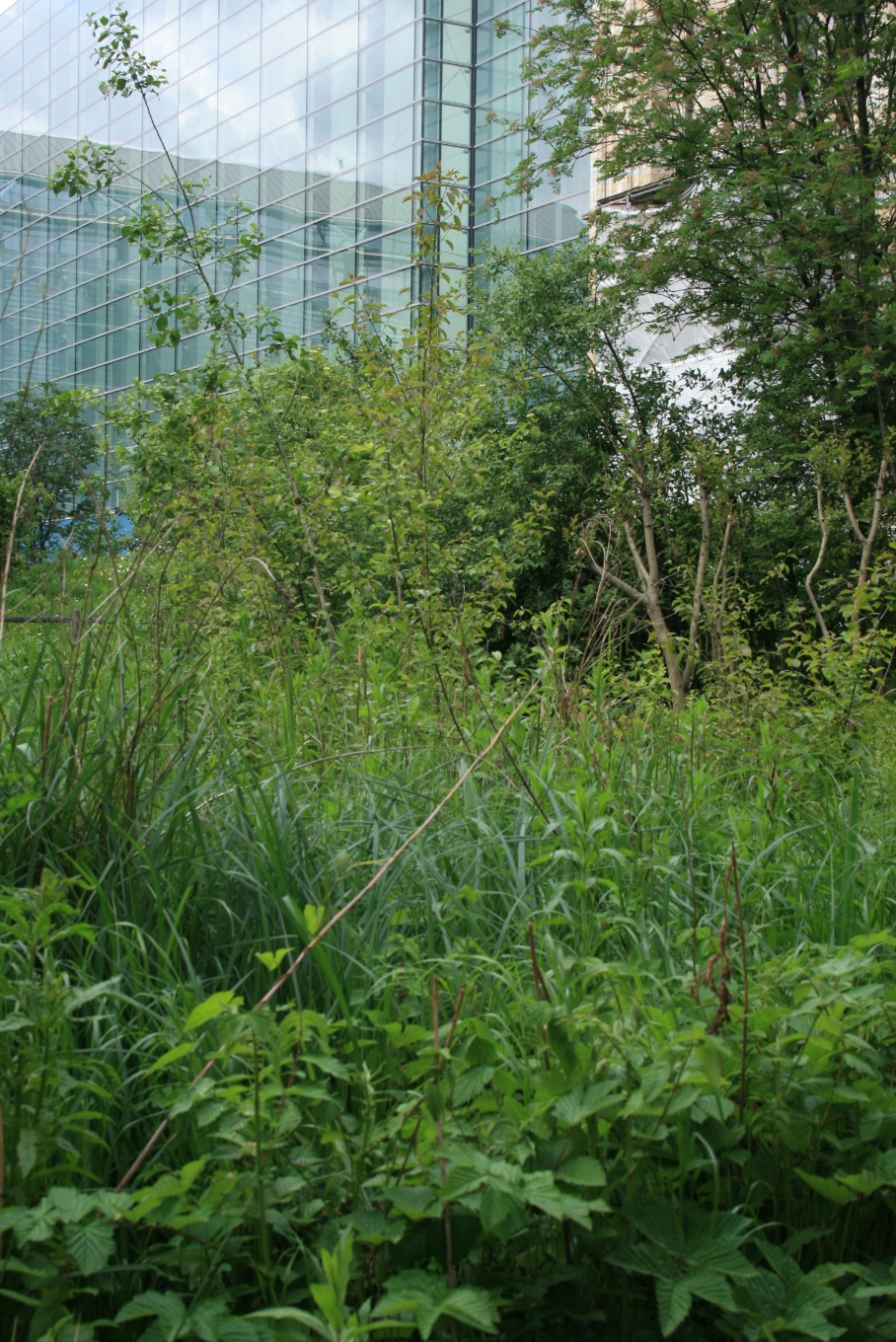
Přírodní zahrada v Natural History Museum v Londýně (Velká Británie)

## Historie

### Počátky
Počátek vývoje přírodních zahrad lze najít v devatenáctém století. První podobné zahrady byly dílem irského zahradníka Williama Robinsona (1838-1935). Sadovnické úpravy s divokými rostlinami byly podpořeny širším zájmem o divoké, přirozeně se vyskytující formy rostlin (skalničky). Ty byly v zahradách ve stylu venkovské zahrady, nebo v úpravách přírodně krajinářského parku pěstovány na vymezeném prostoru. Zahrada tím získala více přírodní, romantičtější charakter.

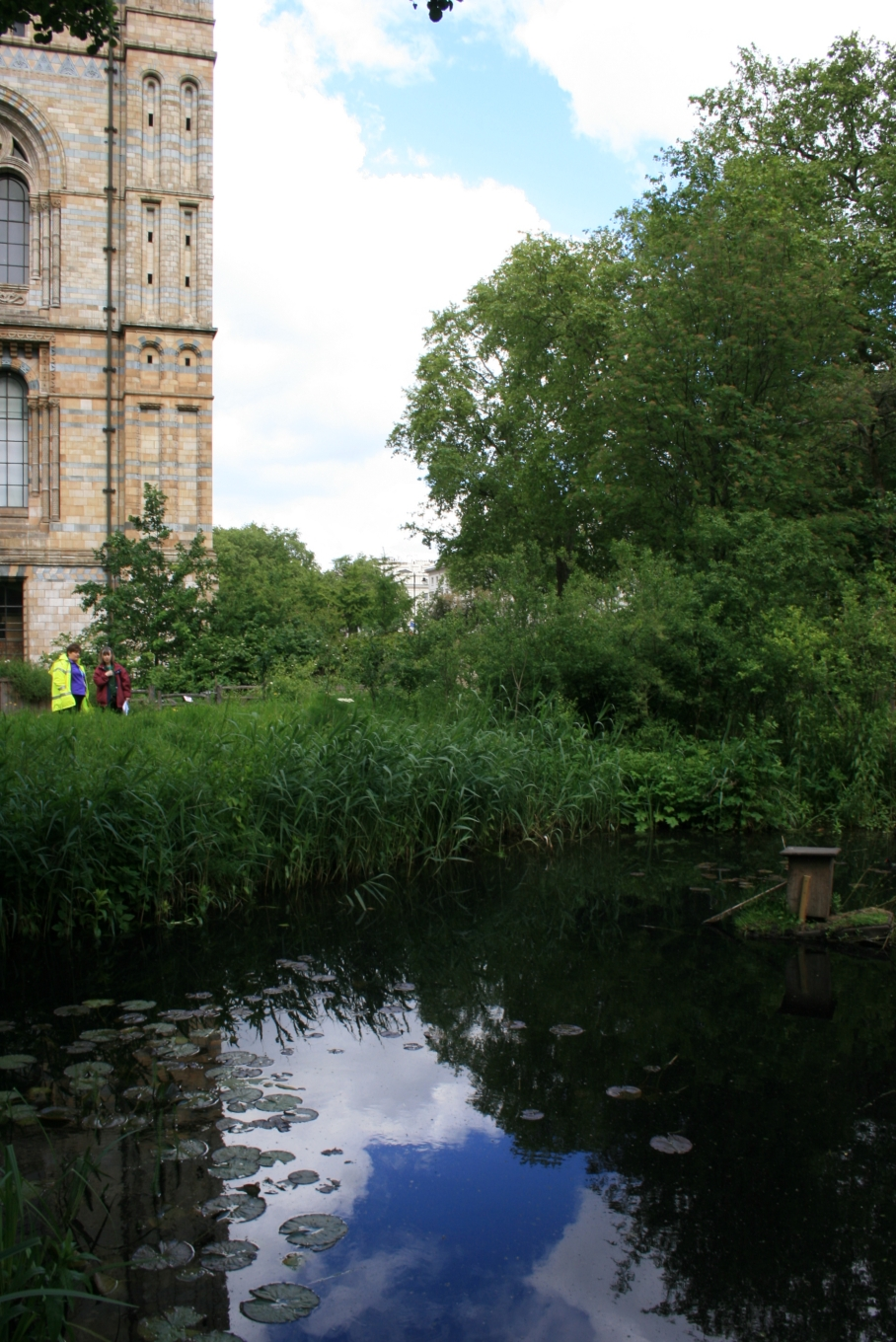
Přírodní zahrada s vodními prvky v Natural History Museum v Londýně (Velká Británie)

Přírodní zahrada je starý pojem, který se v minulosti používal pro krajinářské celky, jako třeba Lednicko-valtický areál.

### Ekologické podmínění vzniku slohu přírodní zahrada
Zájem o ochranu přírody v této době nebyl moderním trendem. Druhy vyskytující se v tomto typu zahrady byly často spíše exotické než domácí. Dnes bychom tuto zahradu místo do přírodních zahrad zařadili mezi venkovské zahrady, kde je mnohdy také viditelná snaha o přírodní vzhled. Význam přirozené zahrady, která vznikla na koncepci W. Robinsona vychází z pozorování, že prostor pro volně žijící živočichy se podstatně snižuje. Pod tlakem lidské činnosti, narušováním přírodních stanovišť rostl u obyvatelstva i zájem o zachování aspoň připomínky vzhledu zmizelých přirozených stanovišť. Přírodní oblasti mimo urbanizovaná území se stávala stále atraktivnější. Nicméně v regionech světa s vysokou hustotou obyvatelstva, dlouhodobým působením silných antropomorfních vlivů, je často obtížné tato místa nalézt. Venkovské oblasti a okraje měst byly schopny, nebo byly upraveny tak, aby byly schopny uspokojit lidskou potřebu vnímání „přírody“. Člověkem upravená příroda nebo téměř příroda venkova – kulturní ale v představě návštěvníka původní krajina, možná vyhoví estetickým požadavkům části obyvatelstva měst, ale pro obyvatelstvo obeznámené s biologií a vnímavé osoby zpravidla postrádá věrohodnost a působí chudokrevně, neživotně. Příliš často je les hodnocen pouze z ekonomického hlediska (zásahy vážně ohrožená Šumava, devastované Krkonoše) a skládá se z omezeného počtu druhů, v nejhorším případě nepůvodních v lokalitě.
Intenzivní zemědělství proměnilo krajinu na obří monokulturu ošetřovanou pesticidy a hnojivy. Mokřady, pustiny, duny, vřesoviště, řeky a jiné nepravidelné nezkrocené skvrny v krajině jsou zničeny, rozdrobeny nebo upraveny na podporu hospodářské činnosti (cestovní ruch, zemědělství, vnitrozemská lodní doprava, odběr vody pro města a oblasti, atd…). Nutnost vytváření přísně chráněných oblastí (přírodních rezervací) následovalo postupně během času ve většině kulturních zemí. Nicméně oblasti těchto rezerv jsou příliš malé na vyrovnání ztráty prostor pro volně žijící živočichy. Navíc jsou tyto oblasti od sebe vzdálené, což snižuje možnosti rozptýlení rostlinných a živočišných populací, a tím možnost zachování genofondu. Po zjištění důležitosti zachování původních druhů pro kulturní rostliny a zejména hospodářská zvířata (šlechtění) se všeobecně zvýšila podpora pro záměr zachování člověku „neužitečných“ přírodních druhů do budoucnosti. Myšlenka ponechat prostor pro přírodní zeleň se tedy původně týká výlučně lidského použití.

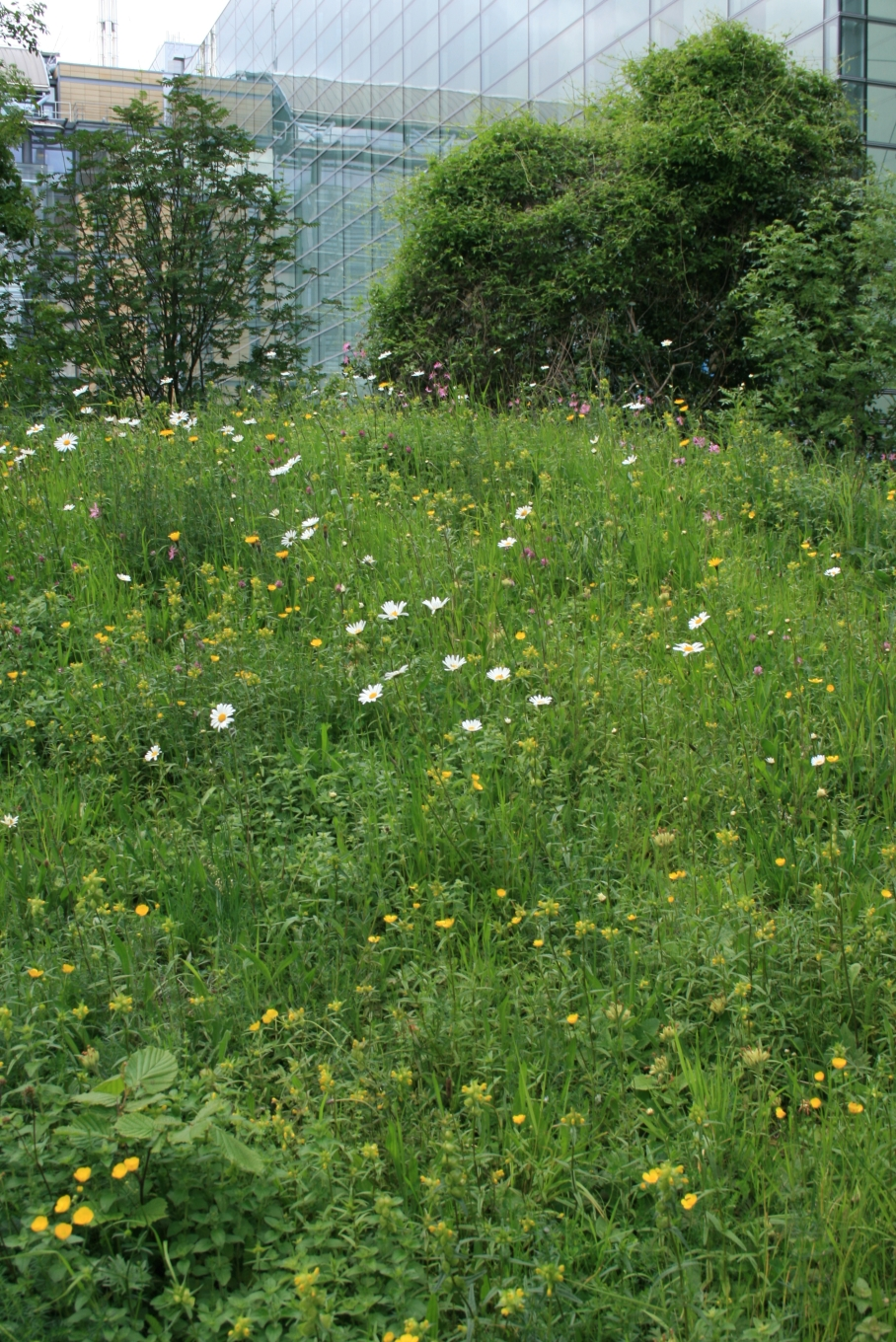
Přírodní zahrada - louka, v Natural History Museum v Londýně (Velká Británie)

Přírodní zahrada jako styl podobně jako přírodní parky tedy vznikla z duševní lidské potřeby - estetické potřeby a potřeby vyrovnat se ztrátou původní krajiny a devastací původní přírody a druhů zde přírodních. podobně jako byl vznik slohu Anglický přírodně krajinářský park reakcí na geometrické zahrady. Vytváření přírodní zahrady dokonce může zčásti (bez hlubšího dopadu na biodiverzitu krajiny) potlačovat pocit viny za přeměnu krajiny a ohrožení mnohých rostlinných a živočišných druhů.

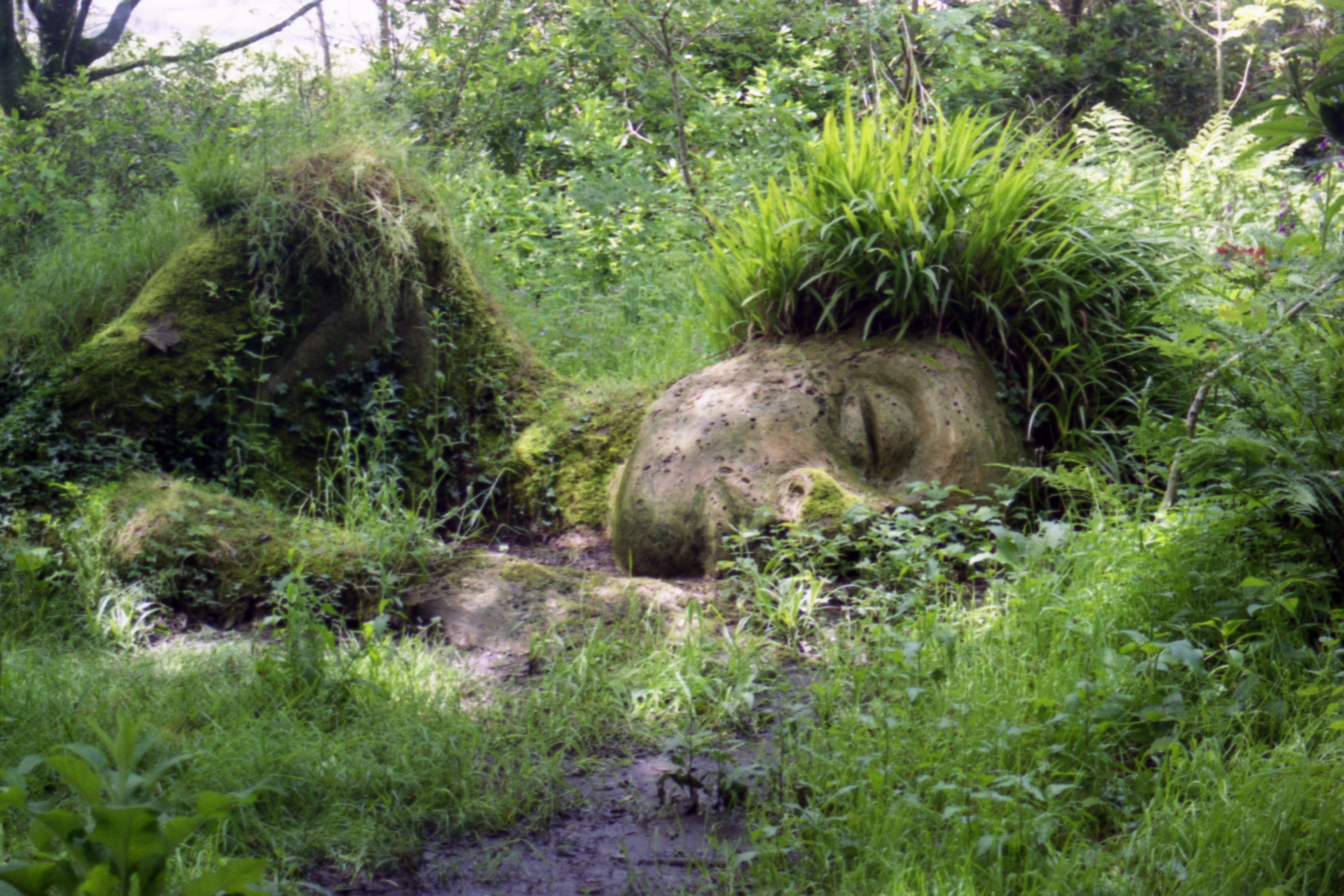
Socha v zahradě Lost Gardens of Heligan (Velká Británie). Vytvořena z tvarované zeminy a výsadby.

## Architektura přírodních zahrad
Jako v mnoha dalších pravidlech lze v jednotlivých přírodních zahradách a názorech na jejich kvality najít zastánce ortodoxnějších, nebo liberálnějších pravidel. Ortodoxnější zásady jsou zpravidla výhodnější pro přirozenější vzhled - věrohodnost, liberálnější nabízí barevnější a kulturnější prostředí.

### Prostředí
Cílem přírodní zahrady je mimo jiné poskytnout vhodné prostředí, útočiště pro různé volně žijící živočichy. Přírodní zahrady mohou mít různé typy prostředí. Každé z nich má zvláštní flóru, biotop má vlastnosti komunity.

#### Význam stanoviště v biodiverzitě zahrady

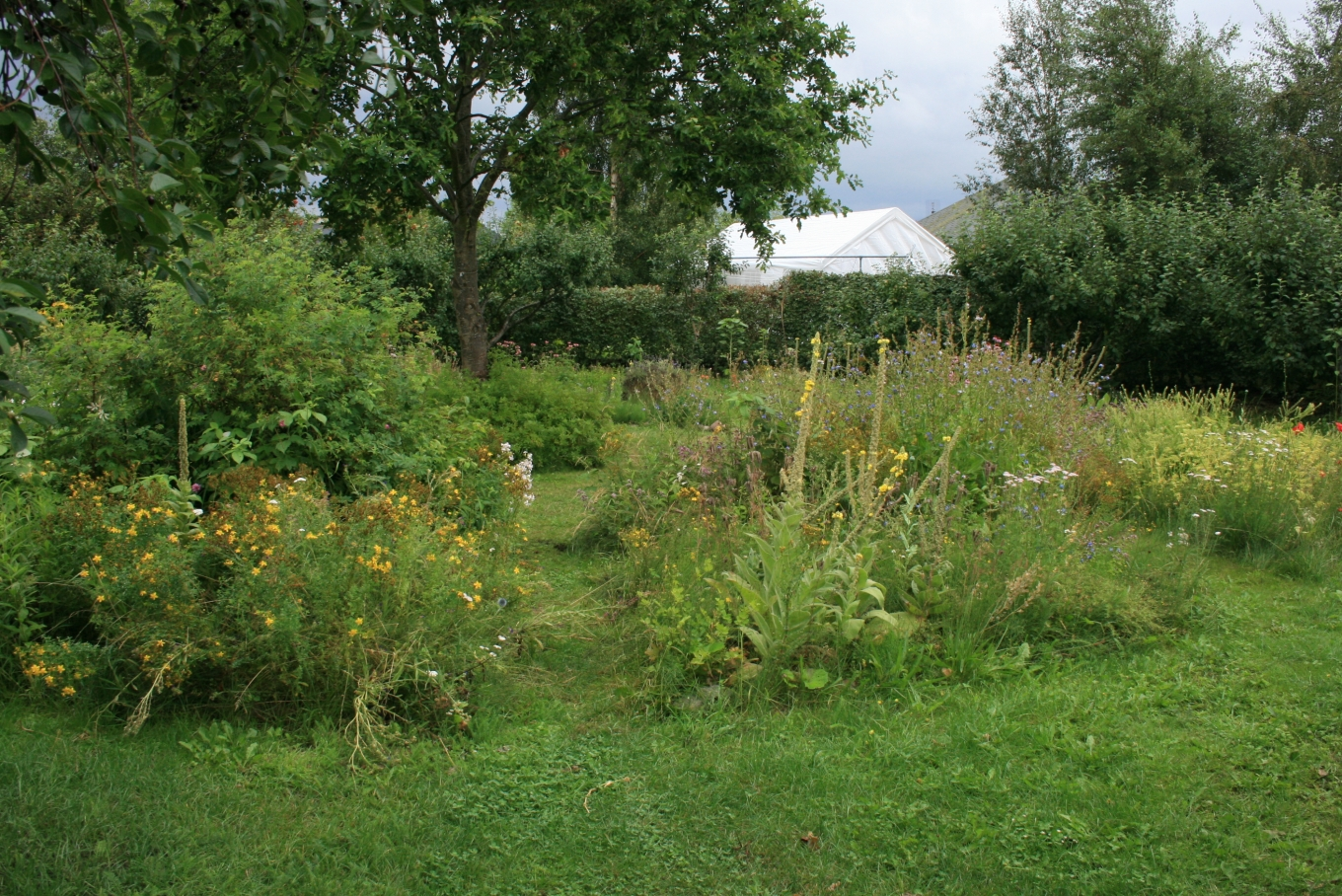
Přírodní zahrada s divokými bylinami, některé mohou sloužit jako léčivky.

Biologická rozmanitost je definována jako množství volně žijících druhů živých organismů v určitém prostředí. Při pohledu na zvýšení biologické rozmanitosti v naší zahradě to není jen vhodná výsadba, která poskytuje úkryt a potravu. Je nutné zvážit širší prostředí a zjistit, které druhy volně žijících živočichů a rostlin na kterém stanovišti převládají a zhodnotit nejen půdní podmínky, ale také mikroklima, které může být individuální pro místní prostředí - jižní svah, nebo údolí potoka.
Je vhodné zkusit napodobit výsadbu, která je podobná přirozenému porostu v okolí a které se tedy bude dařit v podobných podmínkách, jaké jsou na jejím přirozeném stanovišti. Jak pomoci tvorům v zahradě bude zřejmé z pozorování přírody v okolí. Když budou napodobeny podmínky, blízké podmínkám některého blízkého lesa, močálu, nebo pásu křovin, zkrátka lokality, která je vytvářena, bude pro živočichy snazší se v zahradě zabydlet.

##### Stromy

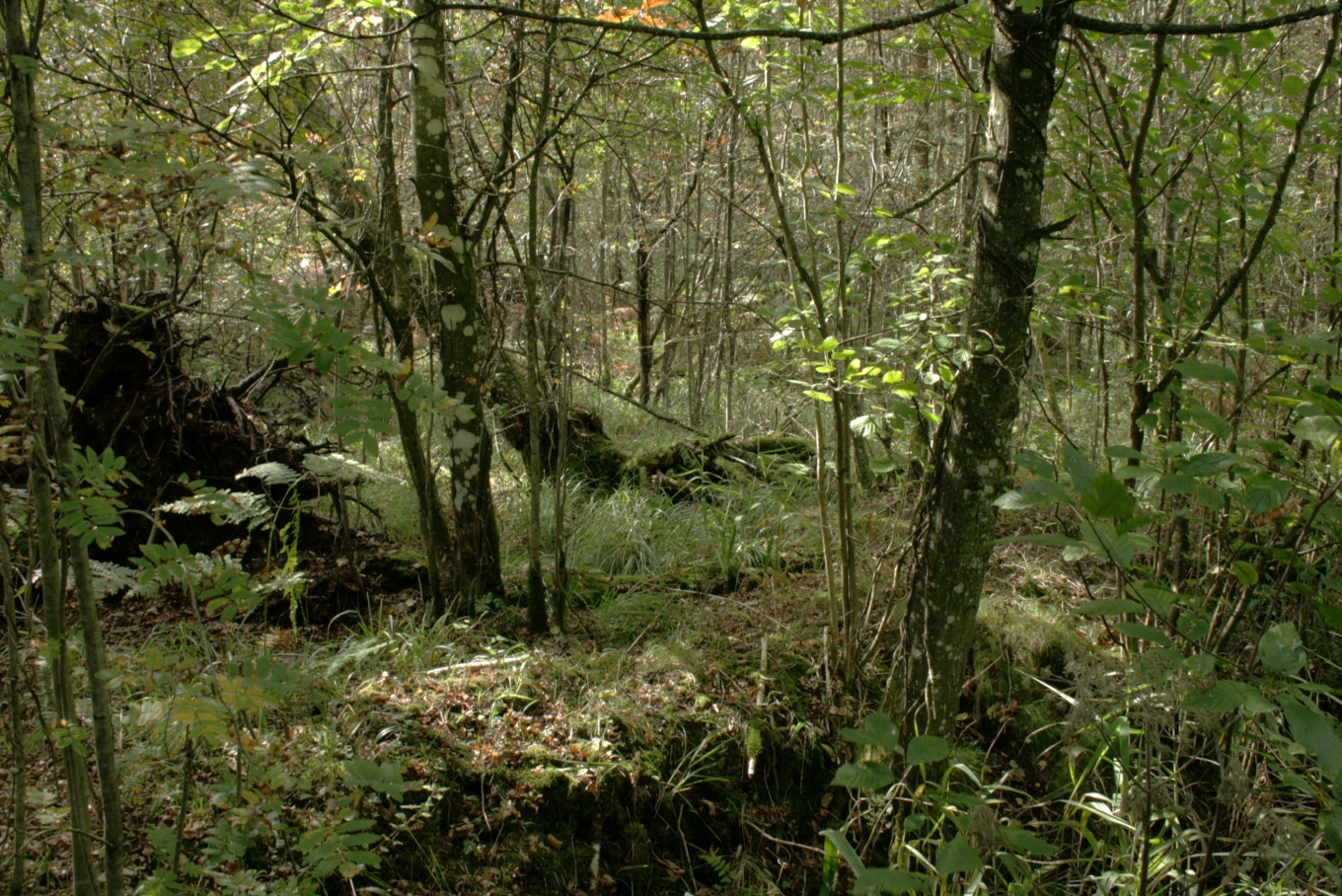
Opuštěná zahrada, samovolně vznikající mladý les dává dostatek prostoru mnoha přirozeným druhům rostlin a živočichů

Společenství se stromy mohou tvořit různá patra vegetace jako například tráva, keře, popínavé dřeviny. Všechna patra mohou být osídlena živočichy. V závislosti na velikosti zahrady je vhodné se více nebo méně zaměřit na různé druhy dřevin, více či méně vysoké.

##### Travnaté porosty
V oblastech s dostatkem prostoru je možné travinné porosty udržovat jako stepi s mnoha divokými květinami.
Možností u stepních porostů je mnoho. Vegetaci lze kosit v různých obdobích roku, více či méně často, na podporu různých rostlin. Například může být vegetace poměrně krátce kosena na podporu nízkých druhů (např. koniklece, hlaváčky) a poskytovat příležitost lovu pro některé ptáky. Porost ale může být ponechán zcela ladem, což nabízí trvalé přístřeší pro hmyz. Nakonec může být součástí zahrady partie, která každoročně podporuje přirozené a původní letničky.

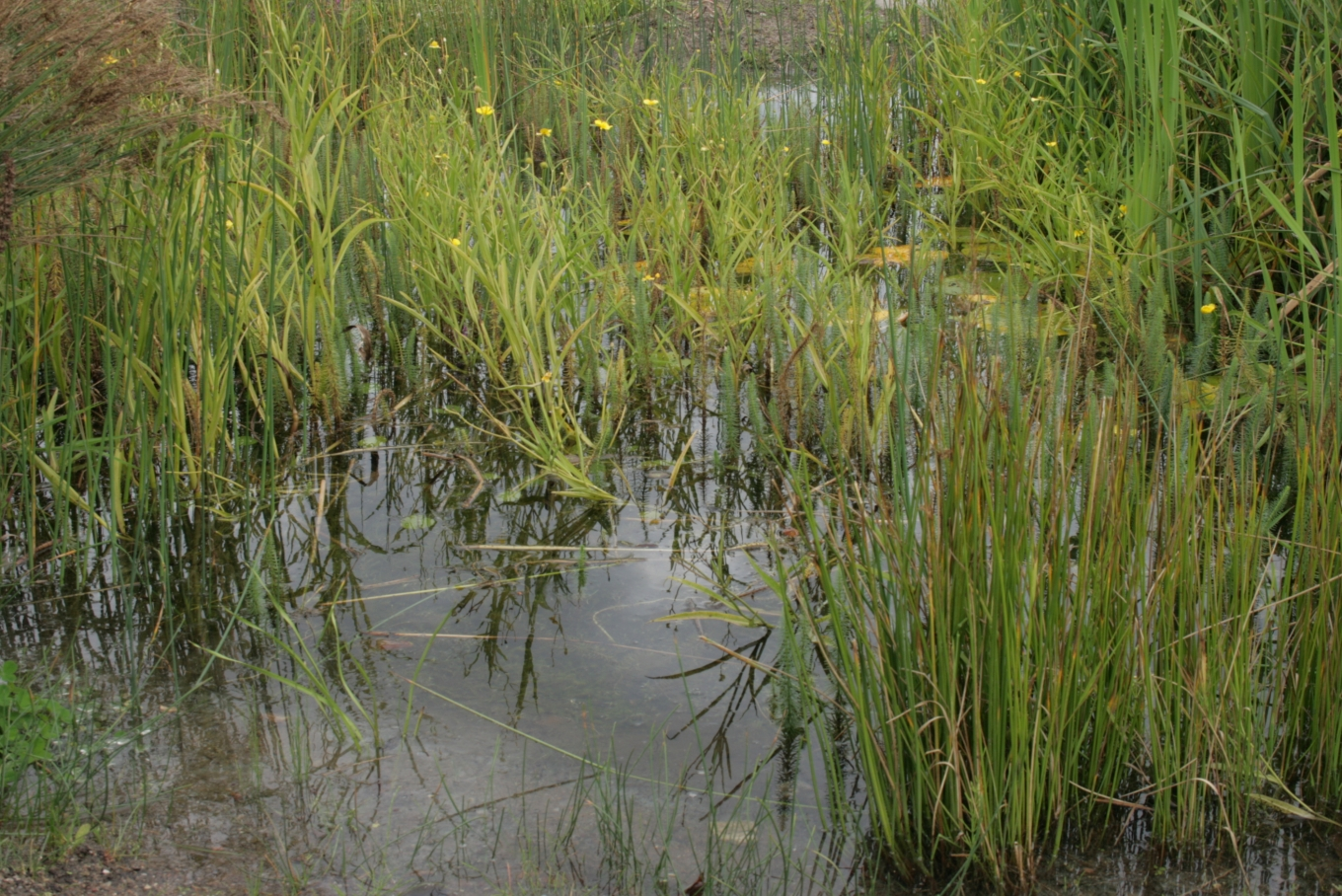
Okraje vodní plochy může obývat mnoho různých druhů rostlin

##### Keřové porosty
Často se vyskytují v zahradách jako zajištění, ochrana, tedy plot na jeho hranicí pozemku, ale jejich seskupení také odpovídá okraji lesa a vytváří specifické životní prostředí. Volně rostoucí keře mohou kvést a plodí ovoce, které je činí atraktivní pro hmyz, ptáky a savce. Trnité druhy poskytují dobrý úkryt před predátory (zejména kočkami a psy) pro malá zvířata.

##### Domácí močál

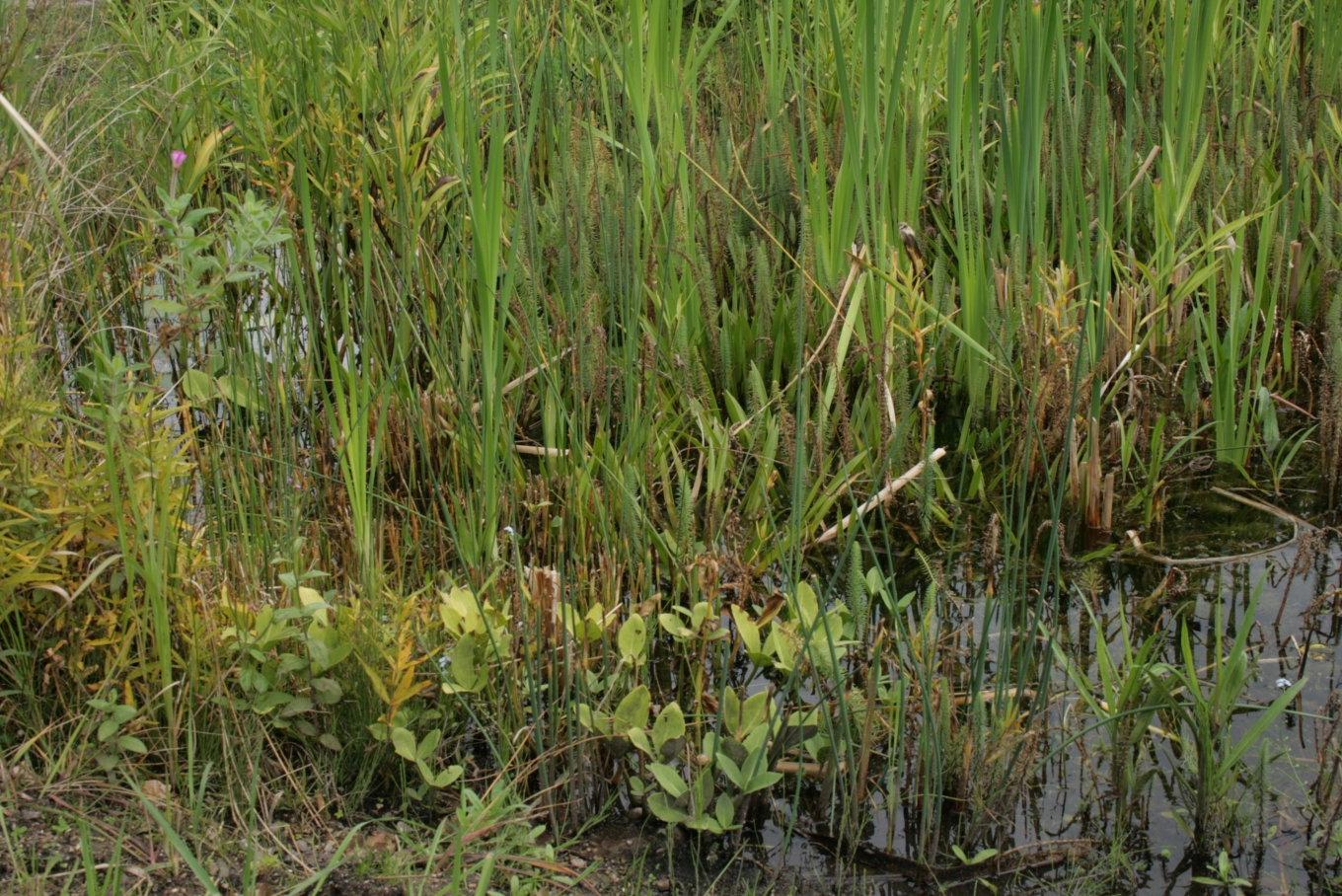
Vachta trojlistá a mnoho jiných rostlin mizí spolu s močály, mokřady a jezírky.

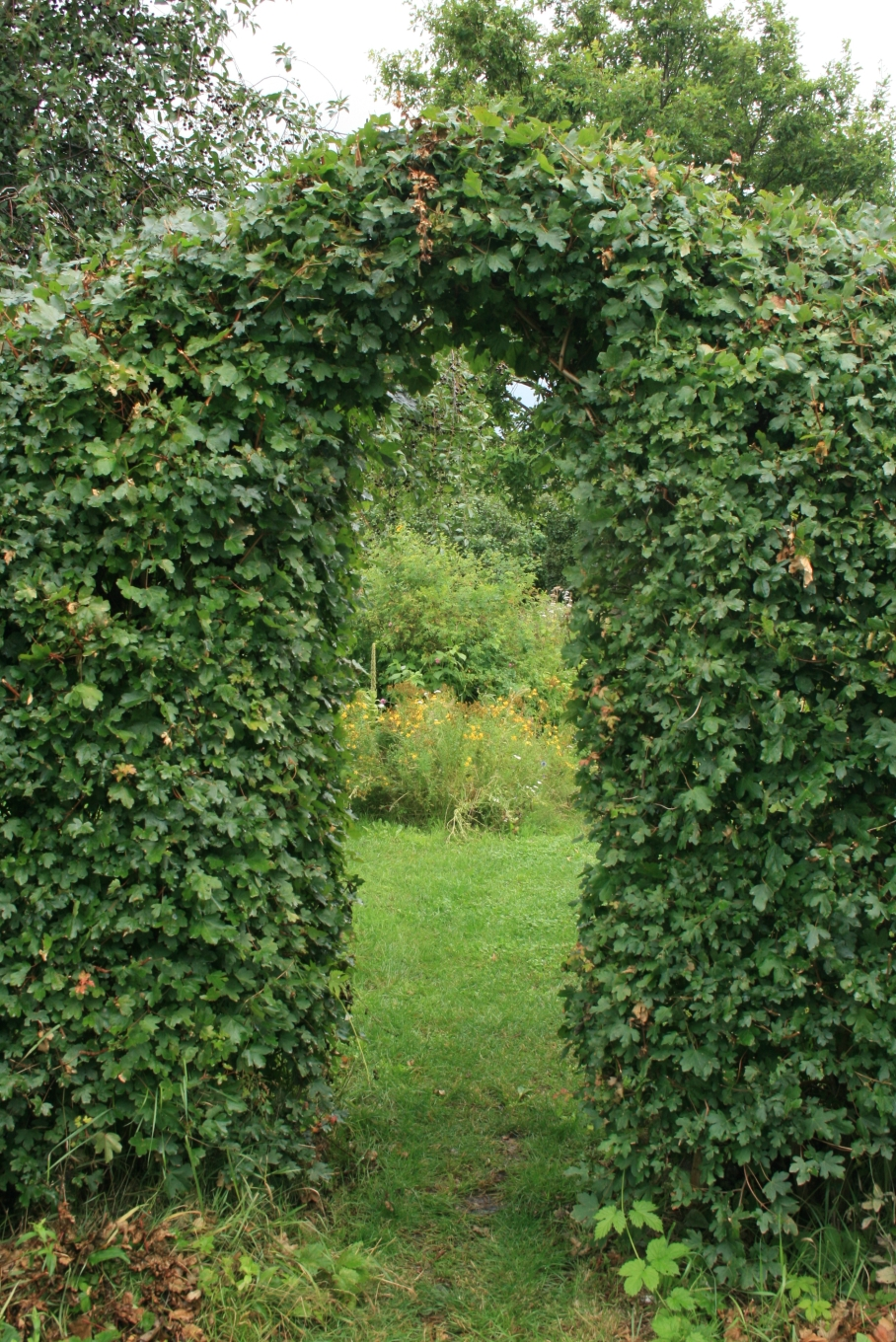
Více, nebo méně tvarované keře slouží jako úkryt ptactvu a hmyzu.

Močál, bažina, mokřina, nebo rašeliniště v zahradě může být ideální alternativou k zahradnímu jezírku, zejména pokud se kvůli malým dětem obáváte navštívit rybník. Močály, rašeliniště a mokřiny přilákají všechny druhy volně žijících živočichů a také jsou správným druhem životního prostředí pro některé rostliny. Pro nadšené zahradníky není tak těžké postavit močál, který je mělčí než rybník. Na vytváření močálu, nebo rašeliniště v zahradě je třeba vyvinout mnohem méně úsilí a času, než na zahradní jezírko.
Tvorba močálů

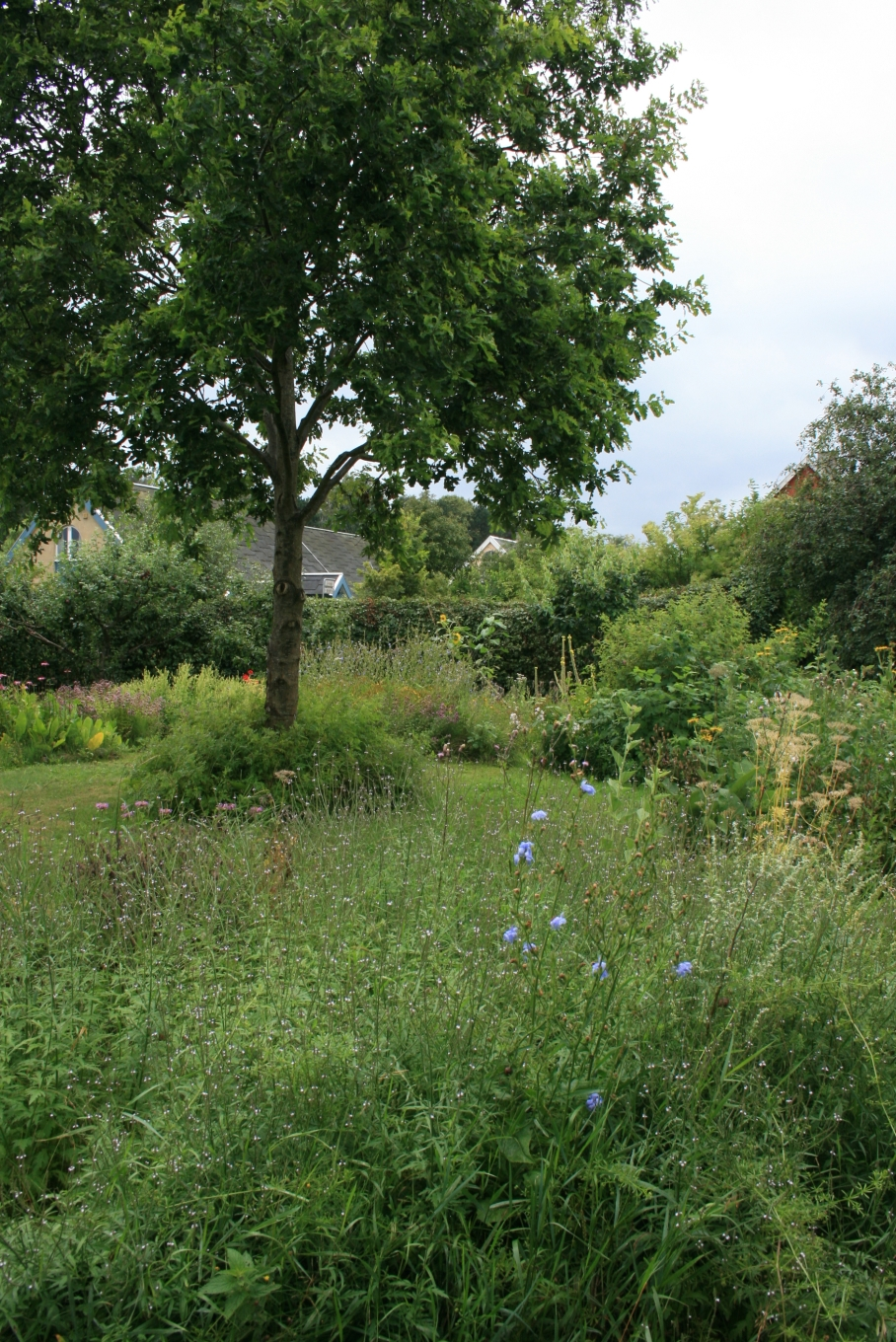
Údržba přírodní zahrady není obzvláště náročná.

Při výběru místa je třeba mít na paměti, že většina rostlin, které rostou v močálech vyžaduje přímé slunce nejméně šesti hodin denně (výsluní). Ideální je zvolit přirozeně vlhké a slunné místo pozemku. Mnoho takových zahrad v oblasti, kde jsou časté mokřady působí velmi přirozeně. Vodní nádrže by měly být nejlépe třicet centimetrů hluboké. Mokrá zahrada by měla sestávat z části tvořené vlhkou půdou a z části tvořené rašeliništěm. Rašeliniště v zahradě je vhodné napájet pomocí dešťové vody, pokud je to možné. Voda z vodovodu se nechá stát na pár dní předtím, než bude použita na zavlažení rostlin v rašeliništi, aby chlor z domácího vody mohl vyprchat. Na okraji nádrže lze umístit kameny, staré kusy naplaveného dříví nebo několik zahradních ozdob, aby zahradní rašeliniště působilo hezky.

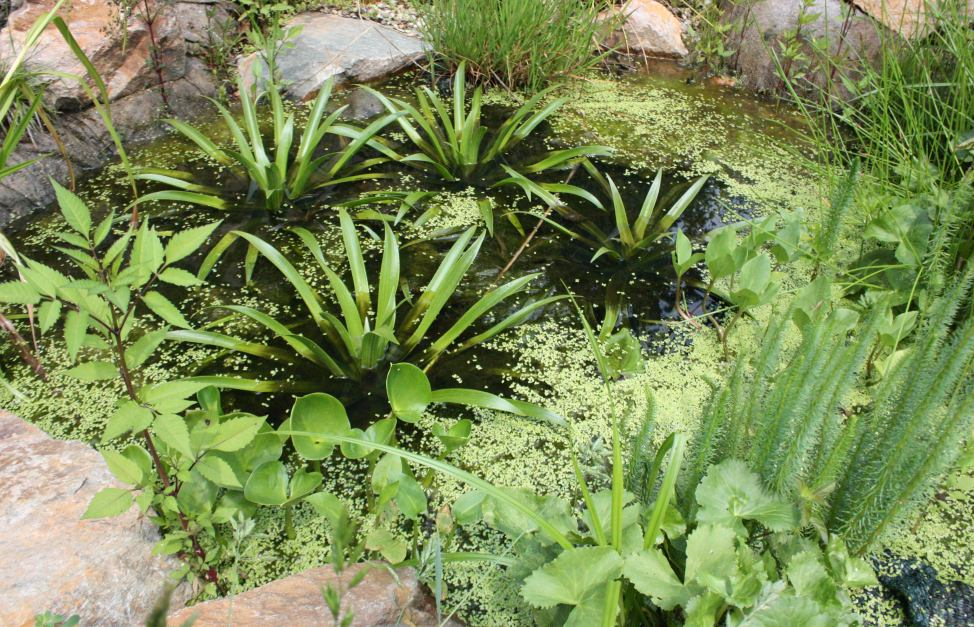
I malými vodními prvky poskytneme šanci k rozmnožování a přežití dalším v přírodě přirozeně se vyskytujícím organismům.

Mokřady a vodní prvky mohou sestávat z více či méně rozsáhlých ploch vody, pramenů, rašelinišť, vlhkých travních porostů. Je třeba zajistit, aby močál nebyl příčinou tonutí zvířat, nebo lidí, nejlépe svažujícími se okraji. Tato oblast může být nejen oázou přírody, ale také umožní přístup suchozemských druhů k vodě. Slouží jako ptačí koupel, ale i zdroj bláta pro stavbu hnízda u některých druhů.

##### Vřesoviště
Může být součástí rašeliniště, jeho výhodou jsou nižší nároky na vodu. Vřesy a vřesovce snesou i kratší období sucha.

#### Xerofytní porosty
Biotop vhodný pro suchomilné druhy může mít formu štěrkové cesty, skalky, písčité plochy, suché zídky, nebo střešní zahrady. Také může být jednoduše zhotoven ze zdi z cihel nebo kamenů, které nejsou nějakou dobu přemisťovány.
Step, polopoušť, písečné přesypy s porostem psamofytů stejně jako louka může také obohatit zahradu. Celek by však vždy měl působit logicky, vyváženě a přirozeně.

### Výběr rostlin
Je vhodné při výběru rostlin přihlédnout k tomu, že divoká zahrada obnovuje přirozené prostředí okolního regionu, tak aby vyhovoval většině původních druhů rostlin. Je vždy vítána vyšší rozmanitost živočišných druhů, což je vnímáno jako "exotické". Ve skutečnosti jsou přírodní zahrady úzce spojené s hmyzem a jinými zvířaty v regionu, se kterými se vyvíjela po tisíciletí. Původní rostliny jsou základem potravní pyramidy nebo potravního řetězce. Nejsilnější závislost na původních druzích rostlin je na úrovni hmyzu, zejména u jejich larev. Většina hmyzu bude přitahovat do zahrady ptáky, a tak dále. Souhrnně řečeno, velká rozmanitost původních rostlin podporuje širokou rozmanitost živočišných druhů. Rovnováha mezi škůdci a predátory je také požadována zastánci organického zemědělství a „ekologického zahradnictví“.

#### Nepůvodní rostliny

##### Pozitiva pěstování nepůvodních rostlin
Podle některých zdrojů může být součástí divoké zahrady určitý počet nepůvodních druhů. Některé z nich produkují velké množství nektaru, semen nebo ovoce, případně velmi brzy nebo velmi pozdě kvetou a tím zajistí delší dobu krmení zvířat. Podle zastánců takových úprav by však neměly představovat většinu rostlin volně žijících v zahradě, ale lze je spíše považovat za bonus.
Příklad
Slunečnice je původní v Severní Americe, ale je zajímavá pro divokou zahradu kvůli velké produkci osiva, a protože je medonosná rostlina, je podle zastánců takových úprav vhodně jej použít.
Omezení: Je třeba rovněž poznamenat, že problémem může být výběrkultivaru (to znamená, pěstovaných odrůd). Kultivar je výsledkem „zlepšování“ druhu které podle téhož zdroje zpravidla ovlivní vlastnosti rostliny pro hmyz a jiné živočichy nežádoucím způsobem.

##### Zápory pěstování nepůvodních rostlin
Nepůvodní rostliny mohou podle známých informací potlačovat původní druhy (například porost slunečnice potlačuje nižší rostliny, z nichž některé mohou být i pastvou larev hmyzu) a vytvářet zbytečně nerovnovážné stavy v ekosystému preferencemi některých živočišných druhů, ale i agresivně alelopaticky působit na okolí. V některých případech mohou být nepůvodní rostliny toxické pro původní druhy živočichů, nebo dokonce invazivní. Přírodní zahrada s nepůvodními druhy, pěstovanými pro delší kvetení a větší semena by pak byla jen krmelec pro králíky, včely a ptáky a bylo by zbytečné rozvíjet ji směrem ke skutečné přírodě. Naopak je vhodnější ji osídlit už domestikovanými druhy a vytvořit nějakou hezkou formu venkovské zahrady, nebo malé zoo.

### Stavební prvky

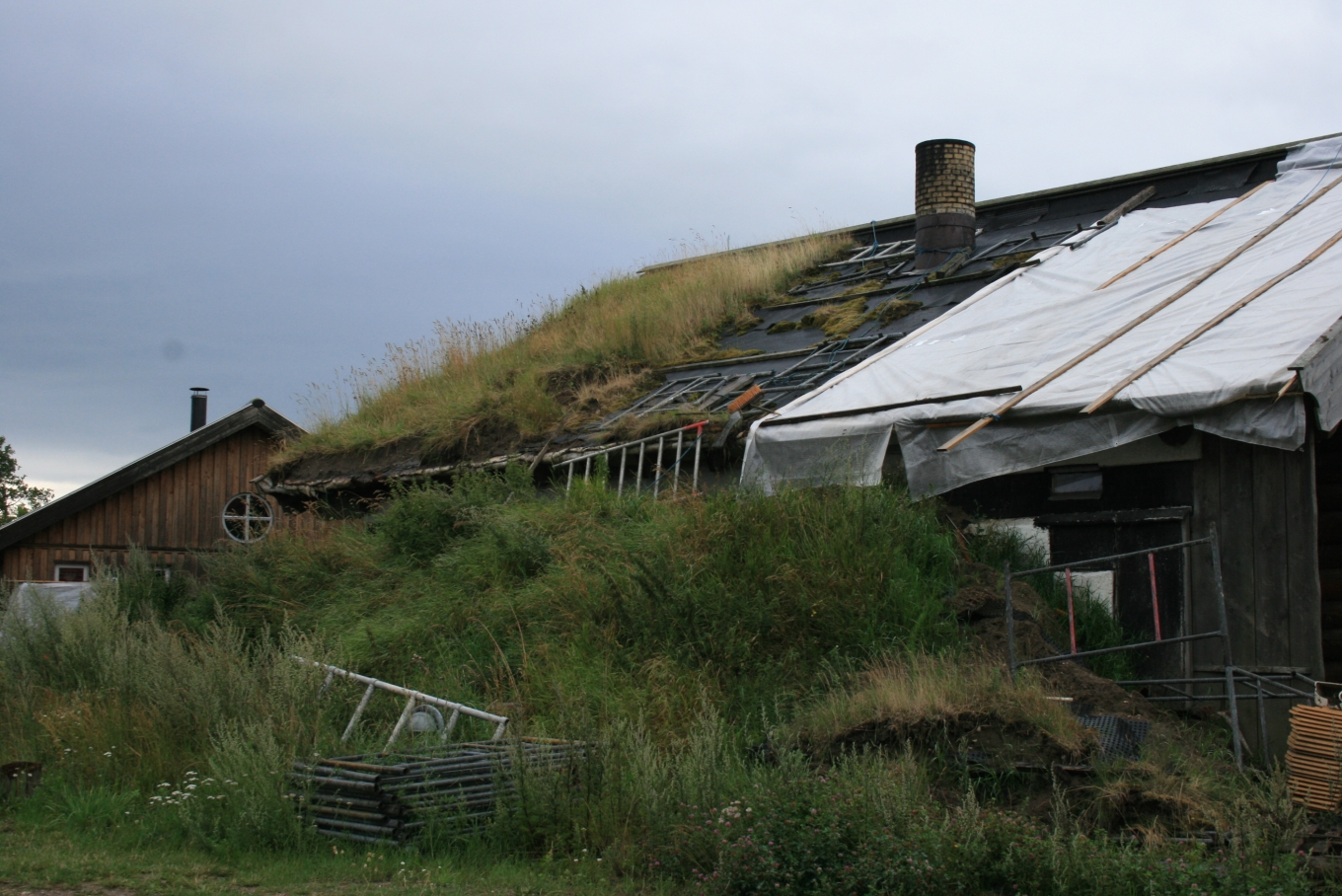
Přírodní střešní zahrada navazuje na okolní porosty. Na fotografii zřejmě provizorní oprava prosakující izolace střechy

Přírodní zahrada by svou koncepcí měla působit malebně a přírodně, stavební prvky by optimálně měly být kryty porostem nebo popínavými rostlinami. Oplocení přírodní zahrady lze nahradit, jestliže nám to okolnosti dovolí, skupinami stromů a keřů nebo příkopy. Můžeme také zahradu oplotit a oplocení maskovat valem stejně jako v anglickém přírodně krajinářském parku. Je vhodné využít kvetoucí rostliny, které jsou součástí biotopu, jenž se pokoušíme napodobit. V tomto typu zahrady není vhodné pěstovat šlechtěné rostliny s příliš pestrými či velkými květy ani vysazovat rostliny do záhonů. Přírodní zahrady nemívají cesty ani cestičky, a pokud ano, jen několik málo nezbytných účelových komunikací. Do zahrady je vhodné umístit drobné stavby k odpočinku a relaxaci. Stavby lze zhotovit z přírodních nebo nahrubo opracovaných materiálů, aby odpovídaly celkovému duchu zahrady. V přírodní zahradě vyniknou výtvory ve stylu land art (earth art).

### Vertikální prostor
Lidé mají sklon myslet na velikost své zahrady s ohledem na její délku a šířku a často zapomínají myslet 'vertikálně'. Přitom by jim unikla příležitost ke zvýšení biodiverzity. Například popínavé rostliny. Holé zdi na vnější části domu mohou být porostlé popínavými dřevinami, jako je břečťan, psí víno, nebo zimolez. Výsadbou těchto druhů rostlin, ale i těch druhů, které používají opory, jako je například treláž, budou vnější stěny domu vypadat esteticky příjemné, ale budou také přitahovat hmyz a ptáky. Lze také popnout stromy, které umožní větší využití volného místa na větvích stromů. Není ovšem vhodné využít takto stromů, které jsou živé a které chceme zachovat. Mnohé popínavé dřeviny živé stromy brzy udusí.

### Výsadba

#### Filosofické postupy při výsadbě rostlin
Pokud jde o výsadbu rostlin, existují na počátku dva filozofické směry ohledně zakládání přírodní zahrady. Filosofie přirozeného vývoje zdůrazňuje ponechání zahrady přirozenému vývoji a vyčkání na planě rostoucí rostliny, které případně upravuje (nebo ne). Tato metoda nezasahuje do vývoje zahrady výsevy semen v zahradě. Výhodou je, že rostliny které zde rostou, jsou dokonale přizpůsobeny podmínkám v této oblasti.
Další filosofický směr je agresivně intervenční. Rostliny přímo vysévá, nebo vysazuje při zachování přirozené flóry. Výhodou je, že umožňuje výsadbu planě rostoucích rostlin, které jsou již přítomny v bezprostředním okolí a u kterých je pravděpodobnost, že by se přirozeně nevyskytly v zahradě jen velmi malá nebo nulová.

#### Zdroje rostlin
Chcete-li získat sazenice a semena divokých rostlin, existuje několik řešení. Můžeme najít jako zdroj semennou rostlinu místního původu nebo použít semena z jiné přírodní zahrady, kde často mají semena nebo rostliny v přebytku. Upozornění: u některých chráněných druhů je odebrání jakékoli části rostliny zakázáno. Konečně, jestliže zahrada má být kompletně vysázena, můžeme sbírat všechny rostliny z vybrané plochy, která je jinak například určená k stavebním účelům.
Některé původní druhy rostlin jsou pěstovány jako okrasné rostliny a lze je takto získat. Před koupí ale i před výsadbou rostlin je vhodné zjistit její vlastnosti. Stejně tak je vhodné zabránit invazi plevelů , které jsou nepůvodní v lokalitě a nebo biotopu, který vytváříme a které by zahradu mohly poničit.

#### Zvířata
Pro zvířata je heslo jednoduché - vyčkat na osídlení zahrady. Některá zvířata mohou značně změnit ekologickou rovnováhu a ovlivňují biologickou rozmanitost, a je tedy zcela nedoporučeno je vysazovat (např.ryby a kachny. Pokud je zahrada vhodná pro některé druhy, usadí se zde samy, pokud je kočky a psi nechají na pokoji. Přilákání volně žijících živočichů úpravami je možné: záhony květin bohatými na nektar, plody slunečnic a jiných rostlin s velkými semeny oblíbenými u ptáků, krmítky a krmením v zimě, hnízdícími budkami pro různé druhy ptáků, a stavebními materiály pro hnízda (bláto, zbytky vlněných látek), přístřešky ježek. Zahradník může také zvýšit množství prostředí, která přispívají k rozmanitosti přírody: staré zbytky dřeva, listy, kameny, svazky dutých stonků, suché svahy, mokřady. Když je zahrada obklopená zdmi, mohou být pokryty popínavými rostlinami. Mnoho kompostů je domovem drobných zvířat a slouží jako úkryt pro hmyz.

## Údržba
Pojem přírodní zahrada se může jevit jako rozpor, (zahradní areál je navržen, obhospodařován), na rozdíl od přírody, kde člověk nezasahuje. Nicméně, jestliže je nutné zachovat rozmanitost prostředí, pak je nezbytné, stejně jako to, co se děje v některých přírodních rezervacích, provádět úpravy. V opačném případě by zahrada již neobsahovala takovou druhovou rozmanitost, po určité době by zde mohl převládnout omezený počet dominantních druhů. Údržba rovněž udržuje obytný prostor pro uživatele.

### Použití agrochemikálií
Tvůrci přírodních zahrad preferují jako základní pravidlo nepoužívání pesticidů. Přesto lze například doporučit, zejména v případě přemnožení nebezpečných plevelů a dřevin několik druhů selektivních herbicidů a arboricidů, které v nezbytném případě, při správném a zejména omezeném použití nenaruší funkci zahrady a naopak pomohou udržet její podstatné rysy (biodiverzitu).
Tvůrci koncepce přírodních zahrad považují za vhodnější zvážit zda masivní útok patogenů není příznakem nerovnováhy, která se takto opravuje. Rostlina která má příliš málo světla, nebo má nedostatečnou výživu hyne. Rostlina, která v přírodní zahradě hyne, na toto stanoviště zřejmě nepatří. Nahradí ji rostlina, která na stanovišti lépe přežije. Tato zásada je logická a odůvodněná. Invazivní rostliny jsou ovšem hrozbou přírodním druhům i na jejich původních a přirozených stanovištích. Zásah v případě vážného nebezpečí je tedy spíše záležitostí filosofie majitele zahrady. I v klasickém zemědělství se pesticidy používají při překročení mezní hranice výskytu patogena a zvážení hrozící škody. Pokud je v přírodní zahradě kosen trávník a vyřezávány nálety, nejde o přirozený vývoj prostředí.
V případě nezbytného potlačení nebezpečných invazivních dřevin, jako je například pajasan žláznatý (Ailanthus altissima) nebo javor jasanolistý (Acer negundo), je vynikajícím a ekologicky málo nebezpečným přípravkem Garlon.

### Některá uznávaná pravidla

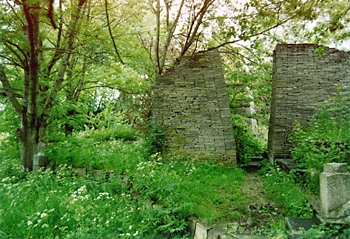
v přírodní zahradě vyniknou úpravy ve stylu land art

Koncepce přírodních zahrad považuje obecně za vhodnější použít mechanické nástroje, tiché a měkčí než elektrické nástroje a ekologičtější než stroje poháněné ropnými produkty. Posekání trávy kosou, nebo srpem ponechává šanci na přežití hmyzu, který by byl podrcen v sekačce.
Účelem údržby není důkladně vyčistit zahradu. Je vhodné ponechat dostatek přístřeší pro malá zvířata. Je lepší odstranit suchou nať až na jaře, takže může sloužit jako úkryt pro hmyz během období zimy.
Je vhodné udržet mrtvé a duté stromy, za předpokladu, že tyto nepředstavují riziko. Mohou sloužit jako přístřešek pro zvířata (někteří ptáci, veverky, netopýři).
V malé zahradě osázené nevhodnými dřevinami je nutný řez keřů (proto je vhodné předem zvolit vhodné keře). Řez je nezbytně nutné provádět mimo období hnízdění ptáků.
Údržba pravidelně koseného trávníku (který není přirozenou součástí žádného známého přirozeného prostředí a neměl by být součástí zahrady) vyžaduje pravidelnou údržbu a nastavení ostří dostatečně vysoko (asi 8 cm).
Pro podpoření jarních rostlin (cibulovin) v travnatých porostech zahrady je vhodné kosit trávu pravidelně až od konce června. Mají-li být podpořeny stepní rostliny kvetoucí v létě, bude vhodné sekat travnaté porosty až do konce září, ale může být tráva kosena až do června, kdy potřebujeme travnatou plochu na sportoviště a k slunění.
- Pokosená tráva by měla být ponechána na strništi několik dní po pokosu, v době, kdy malá zvířata na strništi nemají útočiště.
- Zahrada na plochách, které nemají být porostlé dřevinami musí být pravidelně zbavena náletových dřevin, aby se zabránilo vývoji směrem k zalesněnému prostředí.
- Je doporučováno mrtvý rostlinný materiál odstranit z vody ve vodní části zahrady (rašeliniště), aby se zabránilo eutrofizaci.
- Někteří tvůrci přírodních zahrad doporučují záhony a skalky u domu a terasy pro vhodné pestrobarevné zahradní úpravy a partie s vonnými rostlinami.

## Popularizace přírodní zahrady

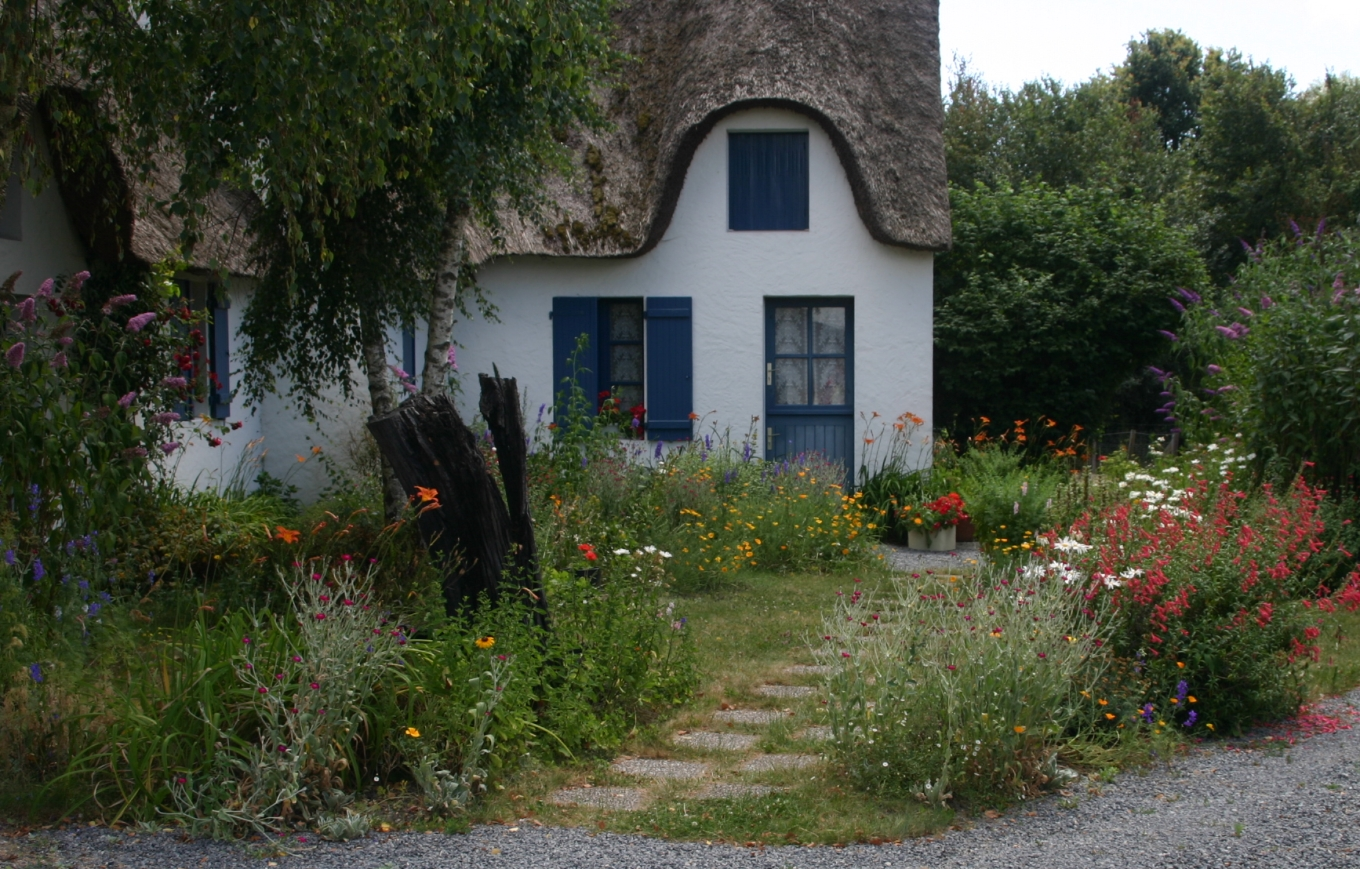
Nesprávný vzor přírodní zahrady. Kolem obydlí rostou dvě nebo tři komule davidovy (Čína, invazivní rostlina), denivky (Hemerocallis fulva, Čína), krásnoočko (Coreopsis, Severní a Jižní Amerika), penstemon (Penstemon, Severní Ameria a střední Asie), špatně rozeznatelné jsou zřejmě kvetoucí růže a begónie (Amerika, Afrika, Asie), v Evropě původní je ovšem lychnis, (Silene coronaria). Lychnis a jeho oblíbené ušlechtilé kultivary často unikají do přírody ze zahrádek a zaplevelují přírodu v okolí.

Velkým nedostatkem popularizátorů přírodní zahrady je nízká úroveň znalostí. Neznalosti základních metod, vlastností rostlin a nedostatek praktických zkušeností je pak zřejmě největší překážkou založení skutečně fungující přírodní zahrady. Neznalosti, jak to tak bývá, jsou vyváženy velkým nadšením pro věc. Chyby zanícených propagandistů, nebo úmyslné neobjektivní výpovědi mají vliv na úspěšnost pěstitelů a následně důvěru v schopnost přírodní zahrady jako přirozeně životaschopného celku.

## Hodnocení

### Výhody
Kromě ochrany přírody a biologické rozmanitosti má divoká zahrada další pozitivní aspekty. Divoká zahrada je i ekologická a ekonomická zahrada. Nepoužívání pesticidů, chemických hnojiv a zavlažování je zahradě přátelské a neznečišťuje vodní zdroje. Šetrné použití sekačky a nůžek na živé ploty je přínosem pro snížení hluku ve čtvrti a úspor energie. Cena původních druhů je relativně nízká, a to zejména v případě pěstování semen, řízků a jejich výměnou s jinými zahrádkáři. Divoká zahrada je podle některých informací také ideálním místem pro zelinářskou zahradu nebo sad. Faktem je, že málokterý původní druh rostlin lze použít jako ovocnou dřevinu nebo zeleninu.
Skutečná ekologická rovnováha v zahradě (žádné onemocnění, různí predátoři) je výhodná pro plodiny. Je zbytečné používání pesticidů. Přítomnost mnoha hmyzích opylovačů je podle propagátorů přírodní zahrady také základem zajištění bohaté sklizně ovoce a zeleniny bez agrochemikálií. Pokud by však toto tvrzení bylo tak široce pravdivé, velkovýrobci by dávno vyráběli ovoce bez hnojiv a pesticidů.
Tento koncept zahrady je ideální pro lidi, kteří nechtějí trávit příliš mnoho času prací na zahradě, ale raději pozorují organismy, které se zde vyvíjejí. A konečně, divoká zahrada pomáhá seznámit se s vzácnými rostlinami v zahradách a přírodě, pokud se přirozeně vyskytují v regionu, a umožní pozorovat volně žijící zvěř. Tato zahrada láká ptáky a hmyz, což oslovuje mnoho majitelů zahrady.

### Negativa
- Nevhodně nebo na nesprávném místě založené přírodní zahrady jsou zdrojem zaplevelení, chorob a škůdců pro široké okolí. Mohou vyvolat bouře nenávisti mezi obyvateli v obydlených místech a může být nařízena pokuta, pokos, nebo desikace porostu. Je zdrojem pomluv a opovržení pro majitele ze strany ostatních obyvatel.

- Sklizeň jakýchkoliv plodin bez závlahy, hnojiv [P 1] a pesticidů je u většiny plodin dlouhodobě klesající (vyčerpání půdy), nepravidelná, (výjimkou v ČR je např. kmín, máta, meduňka, křen, šípky, černý bez). Dlouhodobě (nejméně 10-15 let) dávají uspokojivou sklizeň ovocné dřeviny na stejném stanovišti (ovocné plantáže).

- Zájem o přírodní zahrady může podnítit devastaci posledních zbylých lokalit vzácných rostlin. Například vzácné orchideje plení ze sběratelského zájmu odborníci - vzdělaní, informovaní, avšak poněkud tupí ignoranti. Pro laika nejsou vzácné rostliny, včetně orchidejí, většinou dost barevné a atraktivní. Běžný laik je nerozezná od jiných rostlin, ničí je pouze z neznalosti. Zvýšením odborné osvěty by se zvýšil počet informovaných omezenců toužící mít ve sbírce nějakou trofej.

- K založení vzhledné přírodní zahrady s více biotopy je třeba hlubších znalostí a zkušeností.

## Architekti a propagátoři
William Robinson (5.7.1838 – 17.5.1935)
Jeho nejčtenější kniha byla Divoká zahrada, která mu získala pověst a dovolila mu založit časopis Zahrada a Anglická květinová zahrada 1883, který byl revidován jeho celoživotní přítelkyní Gertrude Jekyll. S G. Jekyll William Robinson udržoval úzké přátelství a profesní spolupráci více než 50 let.